# Esòfag de Barrett
L'esòfag de Barrett, anomenat també síndrome de Barrett, fa referència, en medicina, a un canvi anormal de les cèl·lules basals transicionals de la part final de l'esòfag, és a dir, a la zona que connecta l'esòfag i l'estómac (unió gastroesofàgica). Es produeix un canvi en el revestiment intern de l'esòfag i aquest acaba amb característiques similars al revestiment de l'intestí. Aquest canvi, que implica la substitució del normal epiteli escatós estratificat esofàgic per un epiteli columnar amb cèl·lules caliciformes, s'anomena metaplàsia intestinal i a vegades comporta un elevat risc potencial de malignització. Algunes de les seves causes són l'exposició a l'àcid gàstric, l'esofagitis i el tipus de dieta.
Rep el seu nom en honor del cirurgià toràcic australià Norman Barrett (1903-1979), qui va descriure per primera vegada una sèrie de casos del trastorn l'any 1950. Durant la dècada de 1970 es va determinar clarament la important relació entre el reflux gastroesofàgic i la gènesi de l'esòfag de Barrett. A la dècada següent va ser demostrada l'associació entre aquesta afecció i l'adenocarcinoma esofàgic.

## Epidemiologia
Aquesta síndrome es presenta, aproximadament, en el 10 per cent de les persones que precisen atenció mèdica per la malaltia per reflux gastroesofàgic. La seva prevalença entre la població mundial és d'aproximadament un 1-2 per cent, encara que hi ha grans diferències segons el país al qual pertany cada individu. L'edat mitjana del diagnòstic és als 60 anys i predomina en els caucàsics de sexe masculí. L'esòfag de Barrett és un important factor de risc del càncer d'esòfag, sobretot en malalts amb una displàsia d'alt grau. El desenvolupament d'un adenocarcinoma esofàgic de cèl·lules caliciformes originat en un esòfag de Barrett és un fet del tot excepcional. A Espanya, la prevalença de la síndrome de Barrett i del càncer d'esòfag ha augmentat molt en el decurs dels darrers anys, sent en la majoria dels casos diagnosticats en un estadi avançat de la malaltia. Els individus amb esòfag de Barrett tenen trenta vegades més probabilitats de desenvolupar un adenocarcinoma esofàgic que la població general. Tot i així, amb un bon tractament i una adequada vigilància clínica dels pacients aquest risc es redueix molt.

## Tipus
Actualment hi ha definits tres graus d'esòfag de Barrett. Aquests graus són determinats pels resultats de proves com la biòpsia intestinal i els estudis microscòpics, entre d'altres. Els 3 graus poden ser:
- Metaplàsia intestinal sense displàsia
- Metaplàsia intestinal amb displàsia de grau baix
- Metaplàsia intestinal amb displàsia de grau alt

En aquesta classificació quan es parla del terme displàsia fa referència a l'anormalitat histopatològica de les cèl·lules. Aquestes són més caòtiques morfològicament i les seves alteracions fan que siguin cèl·lules similars a una cèl·lula cancerosa. En els estadis més avançats no és infreqüent detectar la presència d'inestabilitats cromosòmiques.

## Etiologia
La causa principal d'aquesta síndrome és l'acidesa gàstrica produïda per les cèl·lules de Paneth. És una malaltia molt rara en nounats, quasi sempre associada a la síndrome de Rubinstein-Taybi. Entre l'esòfag i l'estómac hi ha una vàlvula, anomenada càrdies, que es tanca per evitar el reflux gàstric. Si aquesta vàlvula no es tanca correctament es produeix una regurgitació de l'àcid clorhídric de l'estómac a l'esòfag. Aquest àcid i la síntesi local de pepsina irriten l'esòfag i empitjoren el pronòstic, a causa de les seves propietats carcinogèniques. És una síndrome comuna en persones que tenen la malaltia per reflux gastroesofàgic.

## Simptomatologia
Generalment, aquesta síndrome sol ser asimptomàtica i només es pot observar mitjançant una endoscòpia i una biòpsia de teixit esofàgic. Tot i així, a vegades pot aparèixer acidesa d'estómac per regurgitació del suc gàstric.

## Diagnòstic
Generalment, per diagnosticar aquesta síndrome es duu a terme una endoscòpia. Aquesta prova consisteix en la introducció d'una sonda que permet observar l'interior del cos, de forma que és una tècnica lleugerament invasiva. En aquest tipus d'endoscòpia la sonda s'introdueix per la boca i s'observa l'esòfag. Durant aquesta prova es pot dur a terme una biòpsia. Una sobreexpressió de la proteïna supressora tumoral p53, detectada immunohistoquímicament, és un bon biomarcador per predir el progrés cap a una displàsia d'alt grau o cap a un adenocarcinoma en pacients amb esòfag de Barrett. L'endoscòpia transnasal sense sedació és més còmoda pel pacient que el mètode endoscòpic convencional i té una fiabilitat diagnòstica similar. La cromoendoscòpia amb àcid acètic és un procediment molt útil per visualitzar clarament la mucosa neoplàstica en casos d'esòfag de Barrett. La cromoendoscòpia virtual computada és una tècnica d'estimació espectral basada en el processament aritmètic d'imatges capturades  amb videoendoscopi que, entre altres avantatges, facilita l'estudi dels patrons vasculars de la mucosa esofàgica. L'endomicroscòpia amb làser volumètric permet avaluar acuradament el grau de displàsia en el càrdies dels afectats per aquest trastorn del tracte digestiu superior. Una alternativa no endoscòpica mínimament invasiva per detectar l'esòfag de Barrett és l'ús de citoesponges. Inusualment, en l'examen microscòpic de certs casos d'esòfag de Barret s'observen a la mucosa inclusions esfèriques eosinòfiles, anomenades cossos de Russell, que es poden confondre amb cèl·lules caliciformes i complicar la diagnosi diferencial amb una neoplàsia maligna gàstrica o un limfoma.

## Tractament
El tractament de l'esòfag de Barret inclou diferents vessants. Hi ha els canvis de l'estil de vida, tractament farmacològic i tractament quirúrgic.

### Canvis d'estil de vida
Els canvis en l'estil de vida són fonamentals. Aquest canvis inclouen no fumar, aixecar el capçal del llit, dormir en posició de decúbit lateral dret, evitar el consum d'alcohol i de certs aliments que poden incrementar l'acidesa a l'estómac i sopar d'hora.

### Tractament farmacològic
El tractament farmacològic consisteix en fàrmacs que formen part del grup de medicaments inhibidors de la bomba de protons i que disminueixen la longitud esofàgica afectada per la malaltia, l'acidesa gàstrica i el risc de progressió neoplàstica en els pacients amb esòfag de Barret, com ara: omeprazole (Prilosec®), lansoprazol (Prevacid®), pantoprazol (Protonix®), rabeprozol (Aciphex®), esomeprazol (Nexium®) o dexlansoprazol (Kapidex®). Es recomana prendre aquests fàrmacs en dejú en llevar-se per una millor protecció de l'estómac.

### Tractament quirúrgic
A vegades, si el resultat  de la biòpsia indica la presència de cèl·lules canceroses està indicada la cirurgia per eliminar i extreure el revestiment de l'esòfag. No és rara l'aparició de recurrències després de la pràctica amb èxit d'una endoscòpia ablativa, especialment en casos d'esòfag de Barret amb displàsia d'alt grau o que ja han evolucionat cap a un adenocarcinoma esofàgic. Per aquest motiu, cal fer un seguiment postquirúrgic acurat. La crioteràpia amb nitrogen líquid ha demostrat ser un mètode quirúrgic segur i eficaç per tractar l'esòfag de Barret. De vegades, amb electrocoagulació multipolar endoscòpica s'ha aconseguit eliminar completament els canvis metaplàstics propis de la malaltia.

## Factors de risc
Hi ha tota una sèrie de condicions que poden afavorir l'aparició d'aquesta síndrome: són els anomenats factors de risc o predisposants, entre els quals es troben l'obesitat, la síndrome metabòlica, l'hèrnia hiatal, la síndrome de l'apnea obstructiva del son, la diabetis mellitus de tipus 2, la ingesta habitual de begudes alcohòliques, l'edat d'inici dels primers símptomes de reflux gastroesofàgic, la infecció per Helicobacter pylori en alguns casos, el gènere masculí, l'edat avançada, història familiar d'esòfag de Barrett i determinats trets genètics i epigenètics.